# Danh sách cầu thủ tham dự Cúp bóng đá châu Phi 1980
Dưới đây là danh sách các đội hình thi đấu tại Cúp bóng đá châu Phi 1980.

## Bảng A

### Côte d'Ivoire
Huấn luyện viên: Gérard Gabo and  José D'Amico

| Số | VT | Cầu thủ                       | Ngày sinh (tuổi)           | Trận | Bàn | Câu lạc bộ\|  |
| -- | -- | ----------------------------- | -------------------------- | ---- | --- | ------------- |
|    | TM | Daniel Ettoukan               |                            |      |     |               |
|    | TM | Seydou Konaté                 |                            |      |     |               |
|    | HV | Philibert Dié Foneye          |                            |      |     |               |
|    |    | Paul Bouabré                  |                            |      |     |               |
|    |    | Narcisse Kuyo                 |                            |      |     |               |
|    |    | Gaston Adjoukoua              | 14 tháng 2, 1958 (22 tuổi) |      |     |               |
|    | HV | Laurent Zahui                 | 10 tháng 8, 1960 (19 tuổi) |      |     |               |
|    |    | Kobenan Kouma                 |                            |      |     |               |
|    | TV | Pascal Miézan                 | 3 tháng 4, 1959 (20 tuổi)  |      |     | Africa Sports |
|    |    | Ani Gomé                      |                            |      |     |               |
|    | TĐ | Laurent Pokou                 | 8 tháng 10, 1947 (32 tuổi) |      |     | ASEC Mimosas  |
|    | TĐ | Maxime Lacina Traoré          |                            |      |     |               |
|    |    | François Bohé                 |                            |      |     |               |
|    | HV | Séverin Tapé Zogbo            |                            |      |     |               |
|    |    | Djibril Cissé (Côte d'Ivoire) |                            |      |     |               |
|    |    | Jérôme Lebry                  |                            |      |     |               |
|    |    | Emile Gnaoré                  |                            |      |     |               |
|    | TĐ | Michel Goba                   | 8 tháng 8, 1961 (18 tuổi)  |      |     | Africa Sports |

### Ai Cập
Huấn luyện viên: Abdel Monem El-Hajj

| Số | VT | Cầu thủ            | Ngày sinh (tuổi)            | Trận | Bàn | Câu lạc bộ\|          |
| -- | -- | ------------------ | --------------------------- | ---- | --- | --------------------- |
|    | TM | Ekramy El-Shahat   | 14 tháng 10, 1954 (25 tuổi) |      |     | Al-Ahly               |
|    | TM | Adel El-Maamour    | 30 tháng 11, 1954 (25 tuổi) |      |     | Zamalek SC            |
|    | HV | Mohamed Amer       |                             |      |     | Al-Ittihad Alexandria |
|    | HV | Mohamed Bedeir     |                             |      |     | El Mansoura SC        |
|    | HV | Abdel Halim Halim  |                             |      |     | Zamalek SC            |
|    | HV | Maher Hammam       | 3 tháng 10, 1956 (23 tuổi)  |      |     | Al-Ahly               |
|    | HV | Samy Mansour       |                             |      |     | Zamalek SC            |
|    | HV | Mohamed Salah      | 19 tháng 7, 1958 (21 tuổi)  |      |     | Zamalek SC            |
|    | HV | Mostafa Younis     |                             |      |     | Al-Ahly               |
|    | TV | Ramadan El-Sayed   |                             |      |     | Factory 36 Club       |
|    | TV | Shawky Gharib      | 26 tháng 2, 1959 (21 tuổi)  |      |     | Ghazl El-Mehalla      |
|    | TV | Fathi Mabrouk      | 5 tháng 7, 1951 (28 tuổi)   |      |     | Al-Ahly               |
|    | TV | Mokhtar Mokhtar    | 17 tháng 8, 1952 (27 tuổi)  |      |     | Al-Ahly               |
|    | TV | Saad Soleit        |                             |      |     | El Mansoura SC        |
|    | TĐ | Mostafa Abdou      |                             |      |     | Al-Ahly               |
|    | TĐ | Mahmoud El Khatib  | 30 tháng 10, 1954 (25 tuổi) |      |     | Al-Ahly               |
|    | TĐ | Yasser El Mohamady |                             |      |     | Esco SC               |
|    | TĐ | Mussad Nur         | 24 tháng 4, 1951 (28 tuổi)  |      |     | Al-Masry Club         |
|    | TĐ | Hassan Shehata     | 19 tháng 6, 1949 (30 tuổi)  |      |     | Zamalek SC            |

### Nigeria
Huấn luyện viên:  Otto Glória

| Số | VT | Cầu thủ            | Ngày sinh (tuổi)            | Trận | Bàn | Câu lạc bộ         |
| -- | -- | ------------------ | --------------------------- | ---- | --- | ------------------ |
| 1  | TM | Best Ogedegbe      | 3 tháng 9, 1954 (25 tuổi)   |      |     | Shooting Stars     |
| 2  | HV | David Adiele       | 5 tháng 2, 1955 (25 tuổi)   |      |     | Bendel Insurance   |
| 3  | HV | Okey Isima         | 24 tháng 8, 1956 (23 tuổi)  |      |     | Standard of Jos    |
| 4  | TV | Muda Lawal         | 8 tháng 6, 1954 (25 tuổi)   |      |     | Shooting Stars     |
| 5  | HV | Christian Chukwu   | 4 tháng 1, 1951 (29 tuổi)   |      |     | Enugu Rangers      |
| 6  | HV | Tunde Bamidele     | 13 tháng 5, 1953 (26 tuổi)  |      |     | Taraba United      |
| 7  | TV | Segun Odegbami     | 27 tháng 8, 1952 (27 tuổi)  |      |     | Shooting Stars     |
| 8  | TĐ | Aloysius Atuegbu   | 29 tháng 4, 1953 (26 tuổi)  |      |     | Enugu Rangers      |
| 9  | TV | Felix Owolabi      | 24 tháng 1, 1956 (24 tuổi)  |      |     | Shooting Stars     |
| 10 | TV | Godwin Odiye       | 1956                        |      |     | San Francisco Dons |
| 11 | TĐ | Adokiye Amiesimaka | 23 tháng 11, 1956 (23 tuổi) |      |     | Enugu Rangers      |
| 12 |    | Moses Effiong      | 4 tháng 10, 1959 (20 tuổi)  |      |     |                    |
| 13 | TM | Emmanuel Okala     | 17 tháng 5, 1951 (28 tuổi)  |      |     | Enugu Rangers      |
| 14 | HV | Sylvanus Okpala    | 5 tháng 9, 1961 (18 tuổi)   |      |     | Enugu Rangers      |
| 15 | TV | Ifeanyi Onyedika   |                             |      |     | Enugu Rangers      |
| 16 | TĐ | Martin Eyo         | 4 tháng 1, 1956 (24 tuổi)   |      |     | Julius Berger FC   |
| 17 |    | John Orlando       | 15 tháng 10, 1960 (19 tuổi) |      |     |                    |
| 18 | TĐ | Shefiu Mohammed    | 20 tháng 5, 1956 (23 tuổi)  |      |     | Racca Rovers       |
| 19 |    | Charles Bassey     |                             |      |     |                    |
| 20 | TV | Henry Nwosu        | 14 tháng 6, 1963 (16 tuổi)  |      |     | New Nigeria Bank   |
| 21 |    | Franck Onwuachi    |                             |      |     |                    |
| 22 | HV | Kadiri Ikhana      | 31 tháng 12, 1951 (28 tuổi) |      |     | Bendel Insurance   |

### Tanzania
Huấn luyện viên:  Slawomir Wolk

| Số | VT | Cầu thủ            | Ngày sinh (tuổi) | Trận | Bàn | Câu lạc bộ\|        |
| -- | -- | ------------------ | ---------------- | ---- | --- | ------------------- |
|    | TM | Athumani Mambosasa |                  |      |     | Simba S.C.          |
|    | TM | Juma Pondamali     |                  |      |     | Young Africans S.C. |
|    | HV | Tasso Mukebezi     |                  |      |     |                     |
|    | HV | Leodgar Tenga      |                  |      |     | Pan African FC      |
|    | HV | Jella Mtagwa       |                  |      |     | Young Africans S.C. |
|    | HV | Mohamed Kajole     |                  |      |     | Simba S.C.          |
|    | TV | Hussein Ngulungu   |                  |      |     | Moro United F.C.    |
|    | TV | Mtemi Ramadhan     |                  |      |     | Simba S.C.          |
|    | TV | Juma Mkambi        | 1955             |      |     | Young Africans S.C. |
|    | TV | Omar Hussein       |                  |      |     | Young Africans S.C. |
|    | TĐ | Mohamed Massewa    |                  |      |     |                     |
|    | TĐ | Thuwein Waziri     |                  |      |     |                     |
|    | TĐ | Peter Tino         |                  |      |     | Pan African FC      |
|    | TV | Ahmed Thabit       |                  |      |     | Young Africans S.C. |
|    | TV | Charles Boniface   |                  |      |     | Young Africans S.C. |
|    | HV | Salim Amir         |                  |      |     | Coastal Union F.C.  |

## Bảng B

### Algérie
Huấn luyện viên: Mahieddine Khalef and  Zdravko Rajkov

| Số | VT | Cầu thủ              | Ngày sinh (tuổi)            | Trận | Bàn | Câu lạc bộ     |
| -- | -- | -------------------- | --------------------------- | ---- | --- | -------------- |
| 1  | TM | Mehdi Cerbah         | 3 tháng 4, 1953 (26 tuổi)   |      |     | JE Tizi Ouzou  |
| 3  | HV | Mustapha Kouici      | 16 tháng 4, 1954 (25 tuổi)  |      |     | CM Belcourt    |
|    | TM | Abderrezak Harb      | 11 tháng 3, 1950 (29 tuổi)  |      |     | DNC Alger      |
|    | HV | Abderrahmane Derouaz | 12 tháng 12, 1955 (24 tuổi) |      |     | USK Alger      |
|    | HV | Mahmoud Guendouz     | 4 tháng 2, 1953 (27 tuổi)   |      |     | MA Hussein Dey |
|    | HV | Abdelkader Horr      | 10 tháng 11, 1953 (26 tuổi) |      |     | DNC Alger      |
|    | HV | Mohamed Khedis       | 21 tháng 2, 1952 (28 tuổi)  |      |     | MA Hussein Dey |
|    | HV | Chaabane Merzekane   | 18 tháng 3, 1959 (20 tuổi)  |      |     | MA Hussein Dey |
| 7  | TĐ | Salah Assad          | 13 tháng 3, 1958 (21 tuổi)  |      |     | RS Kouba       |
| 8  | TV | Ali Fergani (c)      | 21 tháng 9, 1952 (27 tuổi)  |      |     | JE Tizi Ouzou  |
| 9  | TĐ | Tedj Bensaoula       | 1 tháng 12, 1954 (25 tuổi)  |      |     | MP Oran        |
| 10 | TV | Lakhdar Belloumi     | 29 tháng 12, 1958 (21 tuổi) |      |     | MP Alger       |
| 11 | TĐ | Rabah Madjer         | 15 tháng 12, 1958 (21 tuổi) |      |     | MA Hussein Dey |
|    | TV | Mohamed Ouamar Ghrib | 24 tháng 1, 1960 (20 tuổi)  |      |     | DNC Alger      |
|    | HV | Salah Larbès         | 16 tháng 9, 1952 (27 tuổi)  |      |     | JE Tizi Ouzou  |
|    | TV | Bouzid Mahyouz       | 13 tháng 1, 1952 (28 tuổi)  |      |     | MP Alger       |
|    | TV | Smaïl Slimani        | 31 tháng 12, 1956 (23 tuổi) |      |     | USK Alger      |
|    | TĐ | Hocine Benmiloudi    | 31 tháng 1, 1955 (25 tuổi)  |      |     | CM Belcourt    |
|    | TĐ | Redouane Guemri      | 30 tháng 11, 1956 (23 tuổi) |      |     | ASC Oran       |

### Ghana
Huấn luyện viên: Milan Lukic

| Số | VT | Cầu thủ           | Ngày sinh (tuổi) | Trận | Bàn | Câu lạc bộ\|  |
| -- | -- | ----------------- | ---------------- | ---- | --- | ------------- |
|    | TM | Joseph Carr       |                  |      |     |               |
|    | HV | Salifuh Ansah     |                  |      |     |               |
|    | HV | Ofei Ansah        |                  |      |     |               |
|    | HV | Isaac Acquaye     |                  |      |     |               |
|    | HV | James Dadzie      |                  |      |     |               |
|    |    | Hesse Odamtten    |                  |      |     |               |
|    | HV | Adolf Armah       |                  |      |     |               |
|    | TĐ | Dan Kayede        |                  |      |     |               |
|    | TĐ | Papa Arko         |                  |      |     |               |
|    | TV | Emmanuel Quarshie |                  |      |     |               |
|    | TV | John Yawson       |                  |      |     |               |
|    | TĐ | Opoku Afriyie     |                  |      |     | Asante Kotoko |
|    | TV | Francis Kumi      |                  |      |     | Asante Kotoko |
|    | TĐ | Willie Klutse     |                  |      |     |               |
|    | TV | Kingston Asabir   |                  |      |     |               |

### Guinée
Huấn luyện viên: Diélimory Diabaté

| Số | VT | Cầu thủ                | Ngày sinh (tuổi) | Trận | Bàn | Câu lạc bộ\| |
| -- | -- | ---------------------- | ---------------- | ---- | --- | ------------ |
|    | TM | Abdoulaye Keita        |                  |      |     |              |
|    |    | Fodé Fofana            |                  |      |     |              |
|    |    | Alseny Diaby           |                  |      |     |              |
|    |    | Ibrahima Sory Touré    |                  |      |     |              |
|    |    | Moussa Camara          |                  |      |     |              |
|    |    | Papa Camara            |                  |      |     |              |
|    |    | Ibrahima Diawara       |                  |      |     |              |
|    |    | Cheikh Keita           |                  |      |     |              |
|    |    | Mory Koné              |                  |      |     |              |
|    |    | Amara Touré            |                  |      |     |              |
|    |    | Seydouba Bangoura      |                  |      |     |              |
|    |    | Sékouba Traoré         |                  |      |     |              |
|    |    | Bengally Sylla         |                  |      |     |              |
|    |    | Djibril Diarra         |                  |      |     |              |
|    |    | Sekou Sylla            |                  |      |     |              |
|    |    | Salifou Keita          |                  |      |     |              |
|    |    | Mohamed Keita (1980's) |                  |      |     |              |

### Maroc
Huấn luyện viên: Mohamed Hamidouche và Saïd Jabrane

| Số | VT | Cầu thủ                | Ngày sinh (tuổi)            | Trận | Bàn | Câu lạc bộ\|        |
| -- | -- | ---------------------- | --------------------------- | ---- | --- | ------------------- |
|    | TM | Badou Ezzaki           | 2 tháng 4, 1959 (20 tuổi)   |      |     | Wydad AC Casablanca |
|    | TM | Abdelatif Laalou       |                             |      |     |                     |
|    | HV | Houcine Bouchkhacheikh |                             |      |     |                     |
|    | HV | M'Barek El-Filali      |                             |      |     |                     |
|    | HV | Essedik Hannoun        |                             |      |     |                     |
|    | HV | Ahmed Limane (c)       |                             |      |     |                     |
|    | HV | Mustapha Tahir         |                             |      |     | US Sidi Kacem       |
|    | TV | Saïd Benzemouri        |                             |      |     |                     |
|    | TV | Aziz Bouderbala        | 26 tháng 12, 1960 (19 tuổi) |      |     | Wydad AC Casablanca |
|    | TV | Abdelaziz Daidi        |                             |      |     |                     |
|    | TV | Fatmi Houmama          |                             |      |     |                     |
|    | TV | Mohammed Timoumi       | 15 tháng 1, 1960 (20 tuổi)  |      |     | Union de Touarga    |
|    | TĐ | Khalid Labied          | 24 tháng 8, 1955 (24 tuổi)  |      |     | FUS de Rabat        |
|    | TĐ | Jamal Jebrane          | 20 tháng 8, 1957 (22 tuổi)  |      |     | Kenitra AC          |
|    |    | Mohamed Bentaibi       |                             |      |     |                     |
|    |    | Mohamed Loukhaili      |                             |      |     |                     |
|    |    | Mohamed Mouhou         |                             |      |     |                     |